# マレク・イェリエ
マレク・イェリエ（Marek Jerie, 1947年12月15日 - ）は、チェコのチェロ奏者。

## 経歴
1947年、プラハ生まれ。プラハ音楽院でスタニスラフ・アポリーンの薫陶を受け、バーゼルに留学してパウル・サボーのレッスンも受けた。1975年にプラハ音楽院を卒業。また、パブロ・カザルス、アンドレ・ナヴァラ、ムスティスラフ・ロストロポーヴィチの各氏のマスター・クラスにも参加した。
1970年に、ピアノ奏者のイヴァン・クラーンスキーとヴァイオリニストのツェネク・パヴリークとでプラハ・グァルネリ三重奏団を結成。1977年から1979年までプラハ三重奏団にチェリストとして参加。1979年からルツェルン音楽院で教鞭を執った。